# Sphaeriestes aeratus
Sphaeriestes aeratus là một loài bọ cánh cứng trong họ Salpingidae. Loài này được Mulsant miêu tả khoa học năm 1859.